# Moyota
Moyota är en ort i Mexiko.   Den ligger i kommunen Atzalan och delstaten Veracruz, i den sydöstra delen av landet, 220 km öster om huvudstaden Mexico City. Moyota ligger 538 meter över havet och antalet invånare är 155.
Terrängen runt Moyota är lite bergig, och sluttar norrut. Runt Moyota är det ganska tätbefolkat, med 100 invånare per kvadratkilometer. Närmaste större samhälle är Martínez de la Torre, 18,7 km norr om Moyota. I omgivningarna runt Moyota växer i huvudsak städsegrön lövskog.